# Annika Jyrwall Åkerberg
Annika Jyrwall Åkerberg, född 27 december 1973, är en svensk författare och jurist.
Hon är jurist i mänskliga rättigheter samt svensk och europeisk diskrimineringslagstiftning på Civil Right Defenders och tilldelades Svenska FN-förbundets pris för mänskliga rättigheter 2015.